# Rhagonycha nevadensis
Rhagonycha nevadensis es una especie de coleóptero de la familia Cantharidae.

## Distribución geográfica
Habita en la España peninsular.